# قصعين صغير الغطاء
قصعين صغير الغطاء (الاسم العلمي:Salvia microstegia) هو نوع من النباتات يتبع جنس القصعين من الفصيلة الشفوية.